# آئوبا-کو، سندای
آئوبا-کو (به لاتین: Aoba-ku) یک منطقهٔ مسکونی در ژاپن است که در سندای واقع شده‌است. آئوبا-کو ۳۰۲٫۲۷ کیلومتر مربع مساحت و ۲۹۶٬۵۵۱ نفر جمعیت دارد.